# La Tour-du-Pin
La Tour-du-Pin är en kommun i departementet Isère i regionen Auvergne-Rhône-Alpes i sydöstra Frankrike. Kommunen ligger i kantonen La Tour-du-Pin som tillhör arrondissementet La Tour-du-Pin. År 2022 hade La Tour-du-Pin 8 123 invånare.

## Befolkningsutveckling
Antalet invånare i kommunen La Tour-du-Pin
Referens:INSEE